# Гюхі
Ґюхі (яп. 求肥) — один з видів ваґаші (традиційні японські солодощі). Гюхі більш м'який вид мочі (餅), і обидва вони зроблені з клейкого рису або з мочіко (餅粉) (борошно з клейкого рису).
Ґюхі є більш делікатним, і тому менш часто виготовляється, ніж мочі. Він зрідка зустрічається в солодощах, які виготовляються в Кіото. Фарбовані гюхі є основою для матсуноюкі, ваґаші, який нагадує сосну притрушену снігом.
Ґюхі також використовується як інгредієнт в інших ваґаші, таких як нерікірі (煉り切り), який зроблений з суміші ґюхі та шіроан (白餡), анко з білої квасолі. Нерікірі часто підфарбовують і виготовляють способом схожим з виготовлення марципанів в західних країнах.

## Хьорокумочі
Хьорокумочі — вид цукерок, які виготовляються і продаються Seika Foods в Кагосімі. Вони робляться з гюхі.